# Tibério Júlio Áquila Polemeano
Tibério Júlio Áquila Polemeano (em latim: Tiberius Iulius Aquila Polemaeanus) foi um senador romano que serviu como cônsul sufecto para o nundínio de abril a junho de 110 com Caio Avídio Nigrino. Natural de Éfeso, na província da Ásia, era filho de Tibério Júlio Celso Polemeano, cônsul sufecto em 92 e procônsul da Ásia entre 105 e 106, em cuja homenagem ordenou a construção da famosa Biblioteca de Celso. Júlia Quintila Isáurica, esposa de Tibério Júlio Juliano, cônsul sufecto em 129, era sua irmã.